# 15828 Sincheskul
15828 Sincheskul este un asteroid din centura principală de asteroizi.

## Descriere
15828 Sincheskul este un asteroid din centura principală de asteroizi. A fost descoperit pe 23 ianuarie 1995 la Ōizumi de Takao Kobayashi. Asteroidul prezintă o orbită caracterizată de o semiaxă mare de 2,38 ua, o excentricitate de 0,06 și o înclinație de 7,4° în raport cu ecliptica.